# プラート・アッロ・ステルヴィオ
プラート・アッロ・ステルヴィオ（伊: Prato allo Stelvio ; 独: Prad am Stilfser Joch プラート・アム・シュティルフザー・ヨッホ）は、イタリア共和国トレンティーノ＝アルト・アディジェ州ボルツァーノ自治県にある、人口約3,600人の基礎自治体（コムーネ）。

## 地理

### 位置・広がり

#### 隣接コムーネ
隣接するコムーネは以下の通り。括弧内のCH-GRはスイス・グラウビュンデン州所属を示す。
- グロレンツァ
- ラーザ
- ズルデルノ
- ステルヴィオ
- トゥブレ
- Val Müstair (CH-GR)、

## 行政

### 分離集落
プラート・アッロ・ステルヴィオには、以下の分離集落（フラツィオーネ）がある。
- Agumes/Agums, Montechiaro/Lichtenberg, Prato/Prad

## 住民

### 言語
| 言語集団調査（2011年） | 言語集団調査（2011年） | 言語集団調査（2011年） | 言語集団調査（2011年） | 言語集団調査（2011年） |
| ---------------------- | ---------------------- | ---------------------- | ---------------------- | ---------------------- |
|                        |                        |                        |                        |                        |
| ドイツ語               | ドイツ語               |                        | 97.21%                 | 97.21%                 |
| イタリア語             | イタリア語             |                        | 2.73%                  | 2.73%                  |
| ラディン語             | ラディン語             |                        | 0.06%                  | 0.06%                  |

2011年に行われた、住民がドイツ語・イタリア語・ラディン語のいずれの「言語集団」に属するかの調査によれば（ボルツァーノ自治県#言語集団調査参照）、住民の約97%がドイツ語話者である。